# 1498
Пізнє Середньовіччя •  Відродження •  Доба великих географічних відкриттів •  Ганза •  Ацтецький потрійний союз •  Імперія інків

## Геополітична ситуація
Османську державу очолює Баязид II (до 1512). Королем Німеччини є Максиміліан I Габсбург. У Франції королює Людовик XII (до 1515).
Середню частину Апеннінського півострова займає Папська область, південь належить Неаполітанському королівству. Могутними державними утвореннями півночі є Венеційська республіка, Флорентійська республіка, Генуезька республіка та герцогство Міланське.
Кастилія і Леон та Арагонське королівство об'єднані в Іспанське королівство, де правлять католицькі королі Фердинанд II Арагонський (до 1516) та Ізабелла I Кастильська (до 1504).
В Португалії королює Мануел I (до 1521).
Генріх VII є королем Англії (до 1509), королем Данії та Норвегії та Швеції Юхан II (до 1513), Королем Угорщини та Богемії є Владислав II Ягелончик. У Польщі королює Ян I Ольбрахт (до 1501), а у Великому князівстві Литовському княжить Александр Ягеллончик (до 1506).
Галичина входить до складу Польщі. Волинь належить Великому князівству Литовському. Московське князівство очолює Іван III Васильович (до 1505).
На заході євразійських степів від Золотої Орди відокремилися Казанське ханство, Кримське ханство, Ногайська орда. У Єгипті панують мамлюки. У Китаї править династія Мін. Значними державами Індостану є Делійський султанат, Бахмані, Віджаянагара. В Японії триває період Муроматі.
У Долині Мехіко править Ацтецький потрійний союз на чолі з Ахвіцотлем (до 1502). Цивілізація мая переживає посткласичний період. В Імперії інків править Уайна Капак (до 1525).

## Події
- Турецькі війська, а потім татари напали на околиці Львова. Татарський похід створив загрозу для Кракова.
- Молдавський господар Штефан III з турками пограбував та спалив Бучач, Галич, Підгайці, Теребовлю.
- 7 квітня, після смерті французького короля Карла VIII, престол успадкував Людовик XII Орлеанський.
- 23 травня страчено Джироламо Савонаролу. В червні головою другої канцелярії Флорентійської республіки обрано Нікколо Мак'явеллі.
- 20 травня, в ході експедиції, початої в липні 1497 року, португальський мореплавець Васко да Гама висадився в Калікуті (нині Кожиконд) на західному узбережжі Індостану, відкривши для європейців морський шлях з Європи до Індії через Атлантичний та Індійський океани.
- 7 червня Христофор Колумб вирушив у свою третю подорож до Нового Світу, в ході якої відкрив сучасний острів Гаїті, став його правителем, але за доносом був заарештований і відправлений до Іспанії в кандалах.
- 31 липня Христофор Колумб відкрив острів Тринідад.
- 1 серпня мандрівник Христофор Колумб вперше ступив на землю континентальної Америки в районі півострова Парія (сучасна Венесуела). Вважаючи, що це острів, Колумб назвав його Isla Santa (Святий Острів) і проголосив власністю Іспанії.
- 15 серпня Христофор Колумб відкрив острів Гренада.
- Війська англійського короля Генріха VII придушили повстання в Уельсі.
- Англійський мореплавець італійського походження Джон Кабот не повернувся зі своєї другої експедиції до Нового Світу.
- Під тиском католицьких королів євреїв прогнано з Наварри.
- 26 серпня 23-літній Мікеланджело отримав замовлення на створення скульптурної групи собору Петра в Римі. «П'єта» або «Оплакування Христа», виконана із цільного шматка карарського мармуру, є сьогодні світовим шедевром.

## Померли
- 16 вересня — У віці 78-и років помер Томас Торквемада, монах-домініканець, духовник іспанської королеви Ізабелли, головний інквізитор Кастилії (з 1483 року) і всієї Іспанії (з 1487 року).